# Виттек, Мария
Мария Виттек (пол. Maria Wittek 16 августа 1899, деревня Трембки, Царство Польское — 19 апреля 1997, Варшава, Польша) ― первая полька, которой было присвоено воинское звание генерала бригады (было присвоено в 1991 году, уже на пенсии). Служила в польской армии и в разных боевых организациях с 18 лет.

## Ранняя жизнь
Родилась в российской части Польши. Её отец, Станислав Виттек, был плотником, состоял в Польской Социалистической партии и вместе с семьей переехал на Украину в 1915 году, чтобы избежать ареста со стороны российских властей. Мария ещё в школе вступила в скаутский отряд в Киеве. Затем она стала первой женщиной-студентом математического факультета Киевского университета. В то же время она присоединилась к подпольной польской Organizacja Wojskowa (Польская военная организация) ― и завершила курс подготовки унтер-офицеров. В 1919 году пошла в армию, сражалась с Красной Армией на Украине. Затем, в ходе советско-польской войны, будучи солдатом женского отряда добровольцев, сражалась в боях за Львов и была впервые награждена высшей польской медалью Virtuti Militari.

## Между войнами
С 1928 до 1934 год была командиром Przysposobienie Wojskowe Kobiet, организации профессиональной подготовки женщин к военной службе. В 1935 году была назначена руководителем женского отдела в Институте физического воспитания и военной подготовки в Беляны, недалеко от Варшавы.

## Во время Второй мировой войны
Во время немецкого вторжения в Польшу была командиром Женского батальона поддержки. В октябре 1939 года вступила в подпольную группу «Союза вооружённой борьбы», который впоследствии была реорганизован в Армию Крайову. Возглавляла отдел женской службы при штабе генерала Ровецкого, затем ― Коморовского. Принимала участие в Варшавском восстании и была повышена в звании до подполковника. После капитуляции смогла избежать немецкого плена и покинула руины Варшавы, слившись с толпой мирного населения. Продолжила службу на своей должности в Армии Крайовой вплоть до её ликвидации в январе 1945 года.

## После войны
Когда коммунистическое правительство Польши вновь открыло Институт физического воспитания и военной подготовки, она сначала возвратилась к своей предыдущей должности, снова став начальником женского отдела. Однако в 1949 году была арестована и несколько месяцев провела в тюрьме. После своего освобождения работала в газетном киоске. 2 мая 1991 года, после падения коммунистического правительства ПНР, президент Польши Лех Валенса произвёл её в генералы бригады. Таким образом, она стала первой полькой, которая была удостоена генеральского звания.
Никогда не была замужем.
19 апреля 2007 года, в десятую годовщину её смерти, в Музее Войска Польского в Варшаве в честь неё был возведён бронзовый памятник в натуральную величину.

## Награды
- Серебряный крест Virtuti Militari (дважды, 1922, 1945)
- Крест Независимости с мечами (1931)
- Золотой крест Заслуги (дважды, 1931, 1937)
- Серебряный крест Заслуги (1948)
- Крест Храбрых (1922)
- Варшавский повстанческий крест
- Крест Армии Крайовой